# هالیوود رکوردز
هالیوود رکوردز (انگلیسی: Hollywood Records) نام نماد تجاری و شرکت ناشر آمریکایی است که در صنعت موسیقی و صوت فعالیت دارد. این نماد متعلق به گروه موسیقی دیزنی است و تأسیس سال ۱۹۸۹ می‌باشد. خوانندگانی چون سلنا گومز، دمی لواتو، بلا تورن و زندیا سابقه همکاری با این کمپانی را دارند.